# Chiesa di San Bartolomeo Apostolo (Montagna sulla Strada del Vino)
La chiesa di San Bartolomeo Apostolo (in tedesco Pfarrkirche zum hl. Bartholomäus in Montan) è la parrocchiale di Montagna, in provincia di Bolzano e diocesi di Bolzano-Bressanone; fa parte del decanato di Egna-Nova Ponente.

## Storia

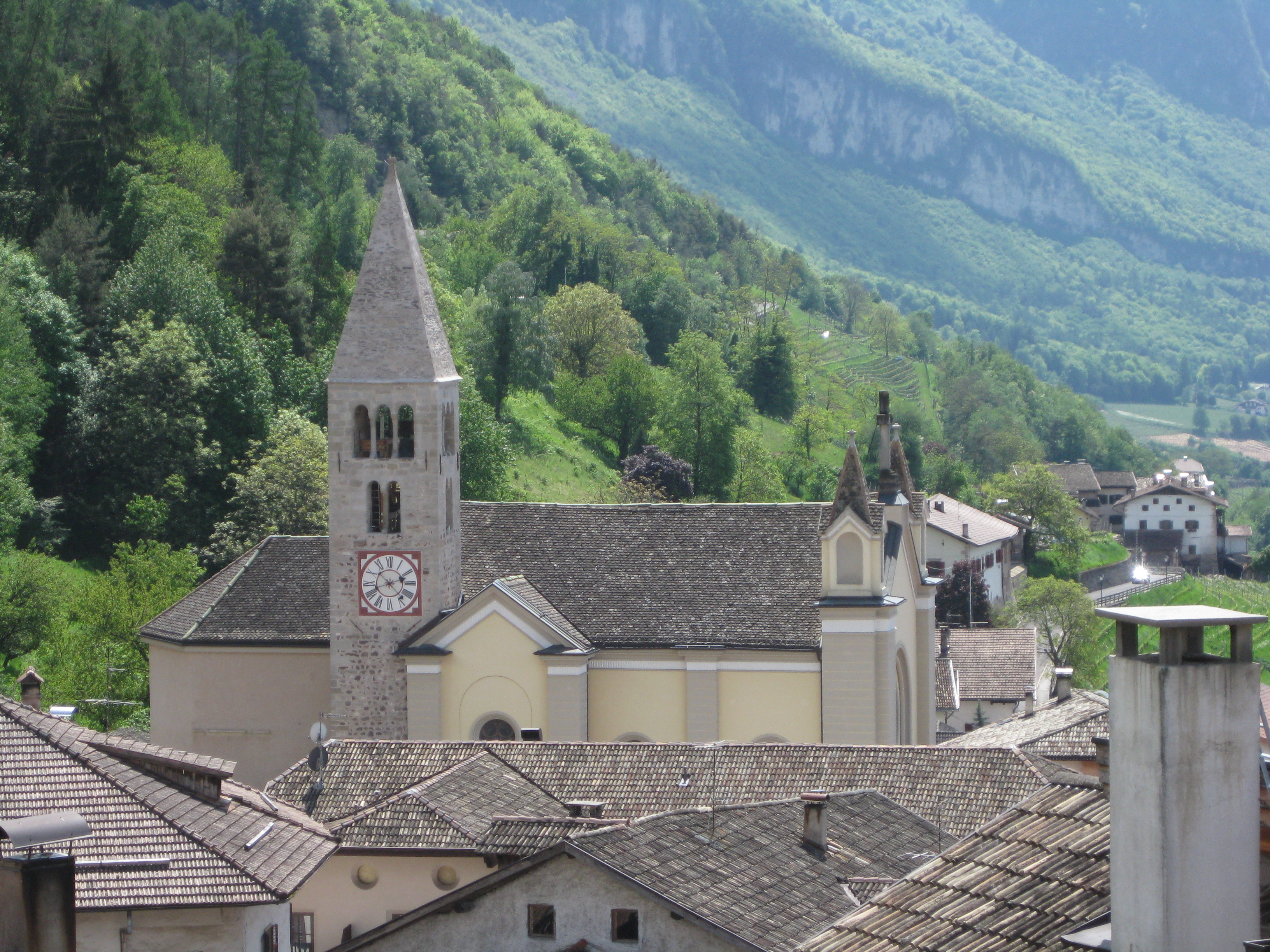
La chiesa, il campanile e le case del paese

Sembra che il primitivo luogo di culto cristiano di Montagna sia sorto già in epoca paleocristiana, o per lo meno comunque ben prima dell'anno Mille; tuttavia, una nuova chiesa venne edificata in stile romanico tra i secoli XII e XIII e le attestazioni della sua esistenza partono da quel periodo.

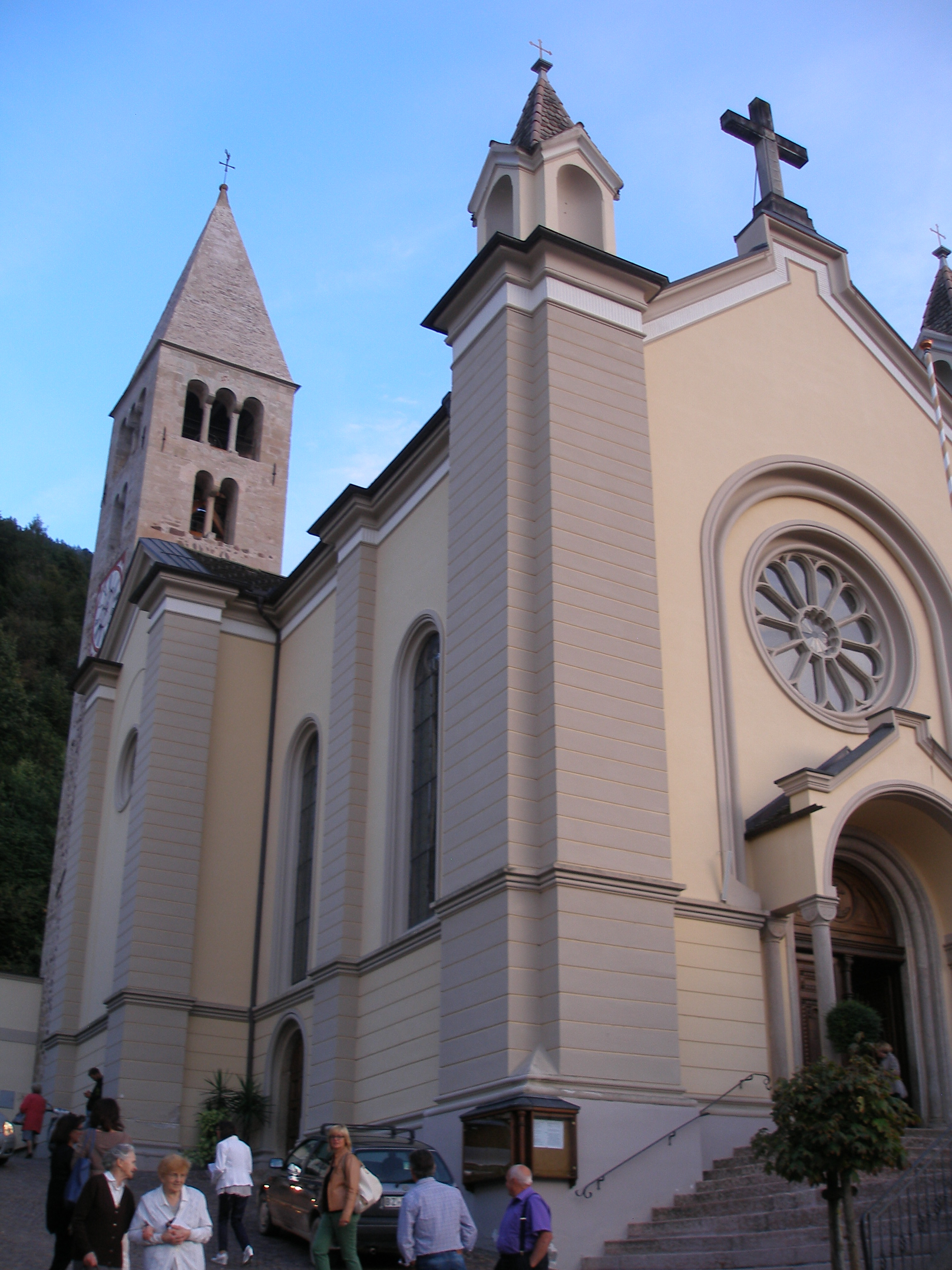
La chiesa e, accanto, il campanile romanico

La prima pietra della nuova parrocchiale venne posta nel 1875; l'edificio, che ingloba il coro dell'antica chiesa, fu portato a compimento nel 1881.

## Descrizione

### Esterno
La facciata intonacata della chiesa, che si presenta in stile neoromanico, presenta centralmente il portale strombato, protetto dal protiro con volta a botte a tutto sesto sorretta da due colonne e altrettante semicolonne, e il rosone, inscritti in un grande arco a tutto sesto; alle estremità su alti basamenti si elevano larghe paraste, sormontate da due finti campaniletti coperti da piccole guglie e ornati con una nicchia per lato, mentre nel mezzo al culmine degli spioventi si innesta una grande croce.

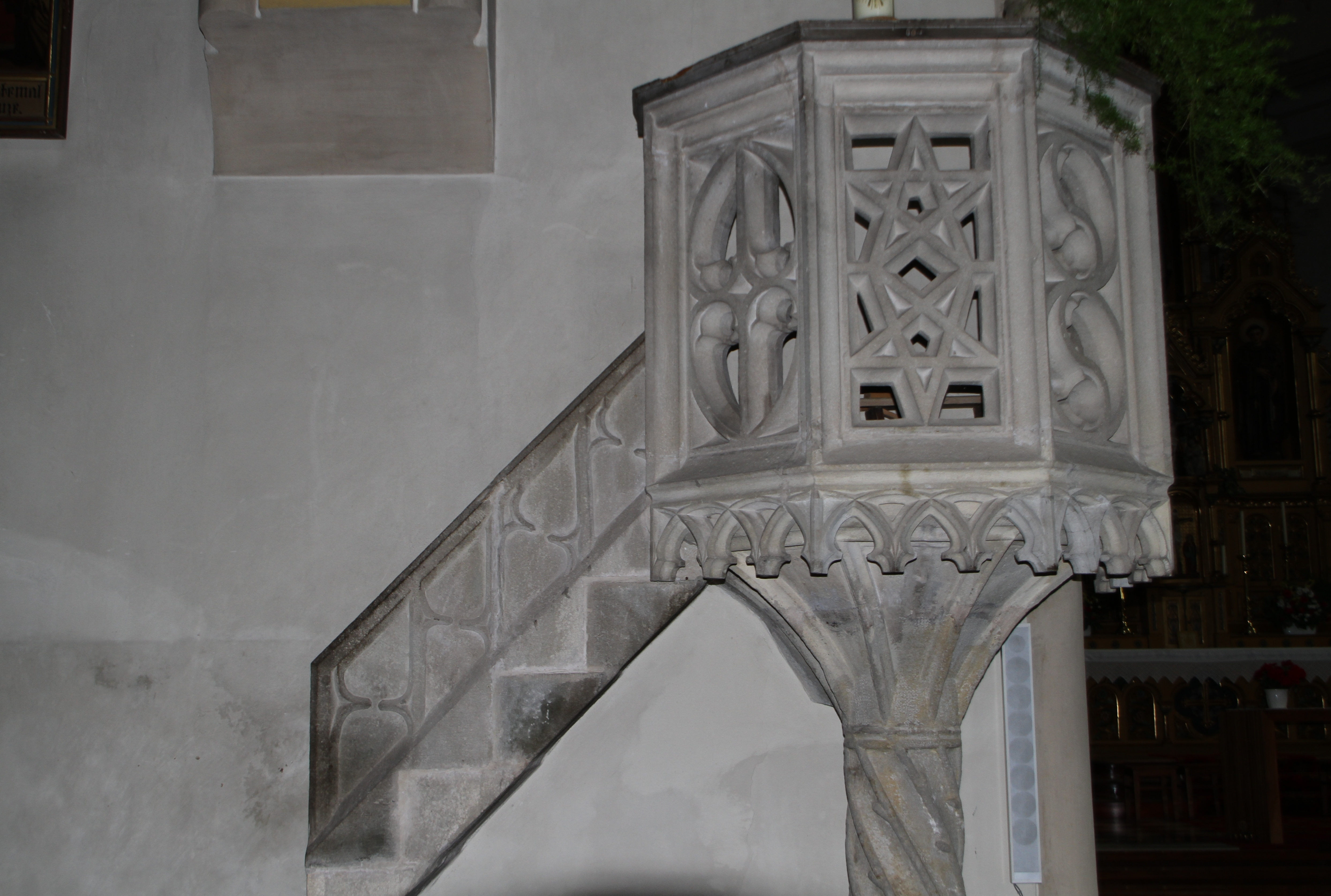
Il pulpito

Annesso alla parrocchiale è il campanile in pietra, risalente al Duecento, caratterizzato da una doppia cella, che si affaccia su ogni lato attraverso una bifora nel piano inferiore e una trifora in quello superiore.

### Interno
L'interno della chiesa si compone di un'unica navata coperta da una volta a crociera, sulla quale si aprono le cappelle laterali; al termine dell'aula si sviluppa il presbiterio, chiuso dall'abside tardogotica a pianta poligonale.
Qui sono conservate diverse opere pregevoli, tra le quali il pulpito in arenaria, costruito nel 1489, la pala raffigurante la Sacra Famiglia, eseguita nel XVIII secolo dal brissinese Johann Georg Dominikus Grasmair, e i vari elementi d'arredo sacro realizzati all'inizio del Novecento.